# Pihlajisto
Pihlajisto (en suédois : Rönninge) est une section du quartier de Malmi à Helsinki, la capitale de la Finlande. Pihlajisto appartient au district de Latokartano.

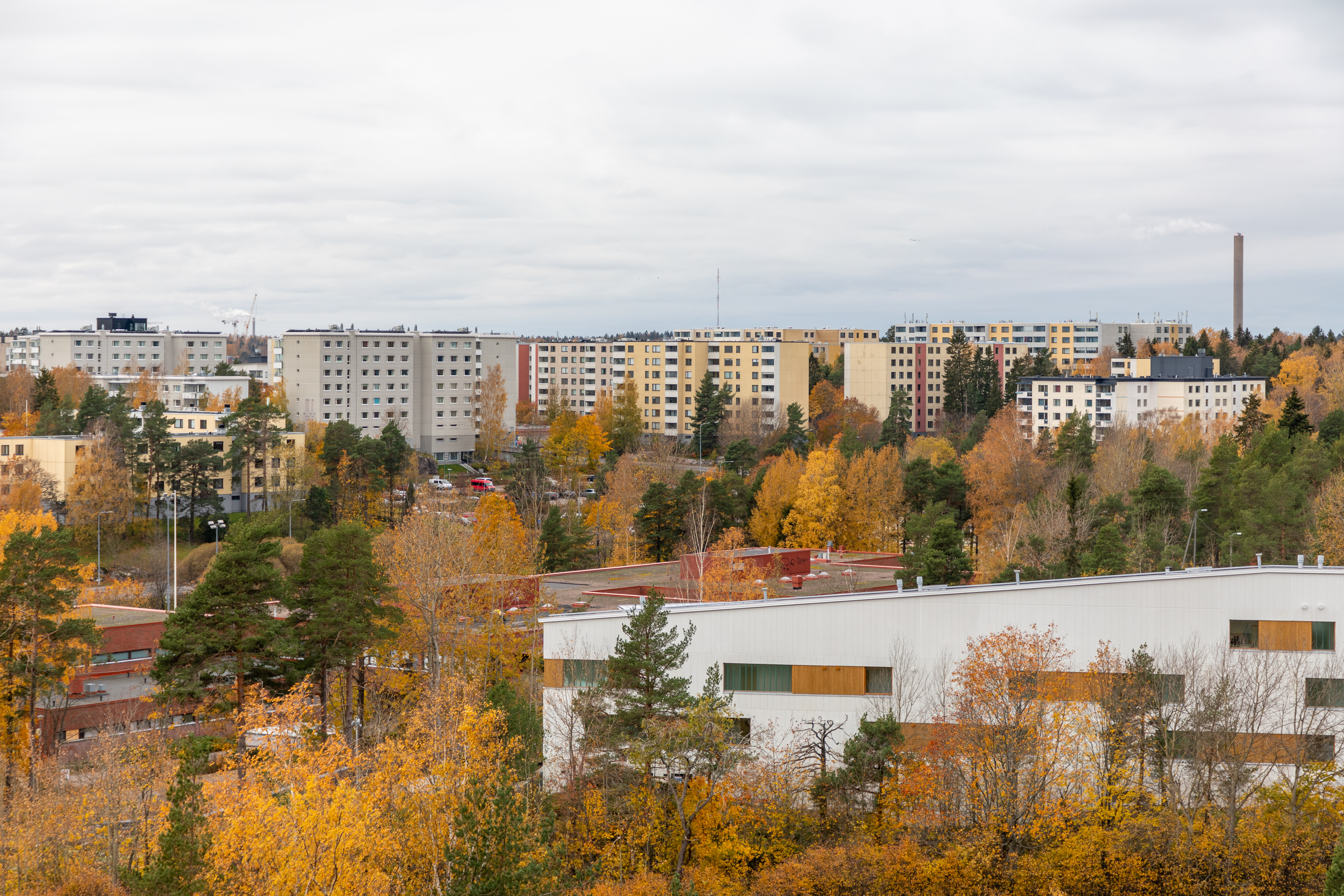
Pihlajisto vue de la colline Pihlajamäki.

## Description
Pihlajisto a une superficie de 0,63 km2, sa population s'élève à 2 624 habitants(1.1.2010) pour 254 emplois(31.12.2011).

## Galerie

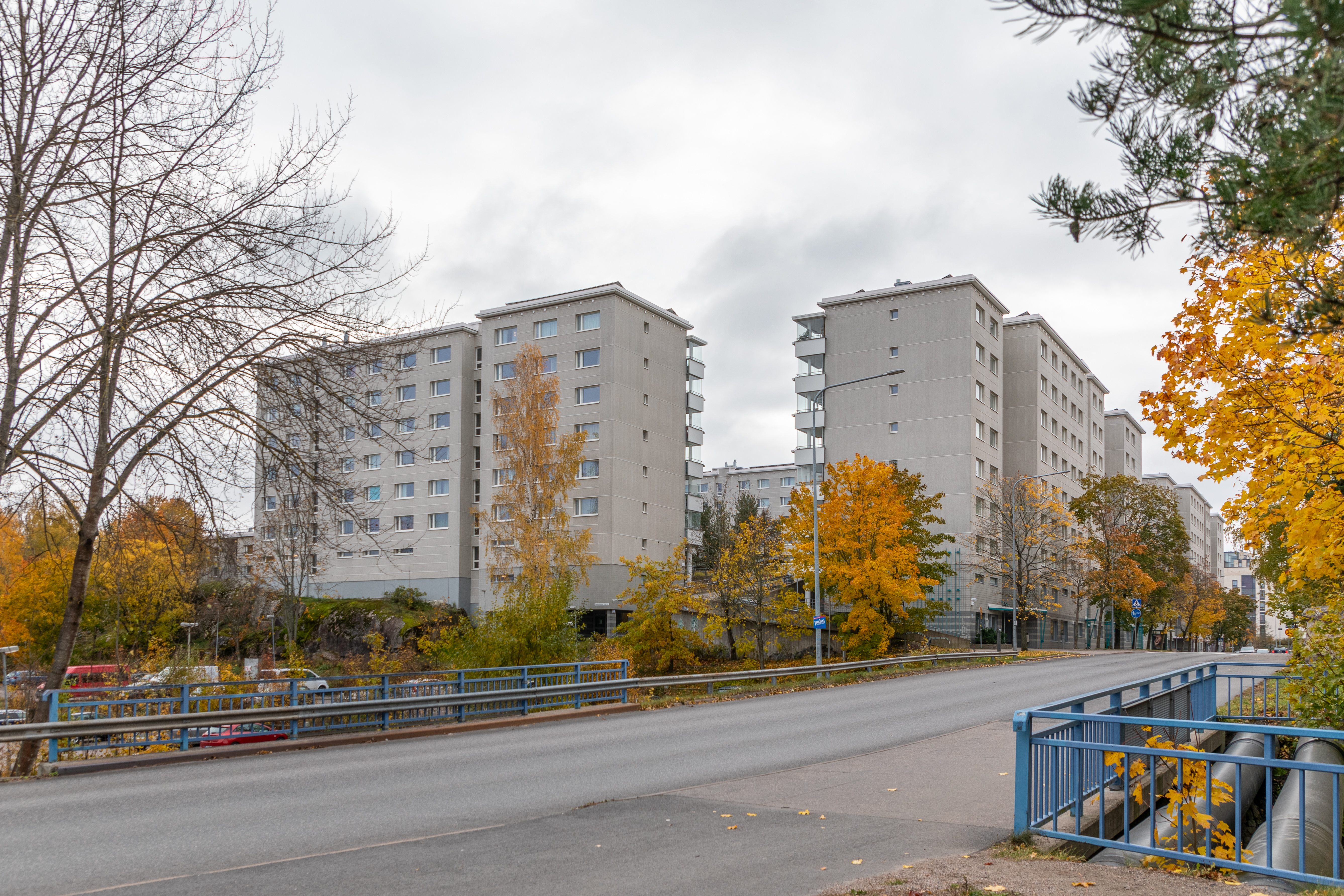
Bâtiments de Pihlajisto typiques des années 1970.
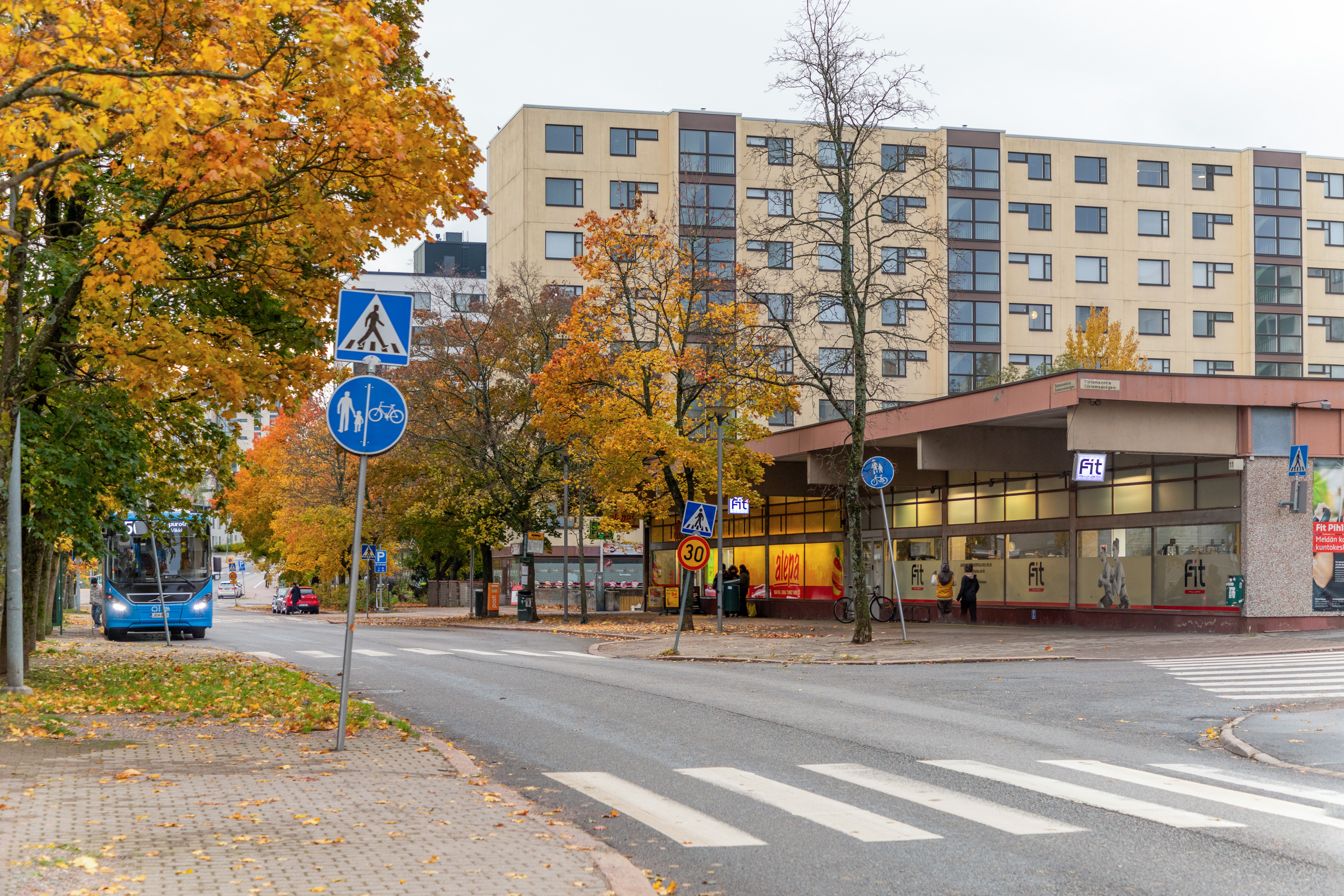
Centre commercial de Pihlajisto.
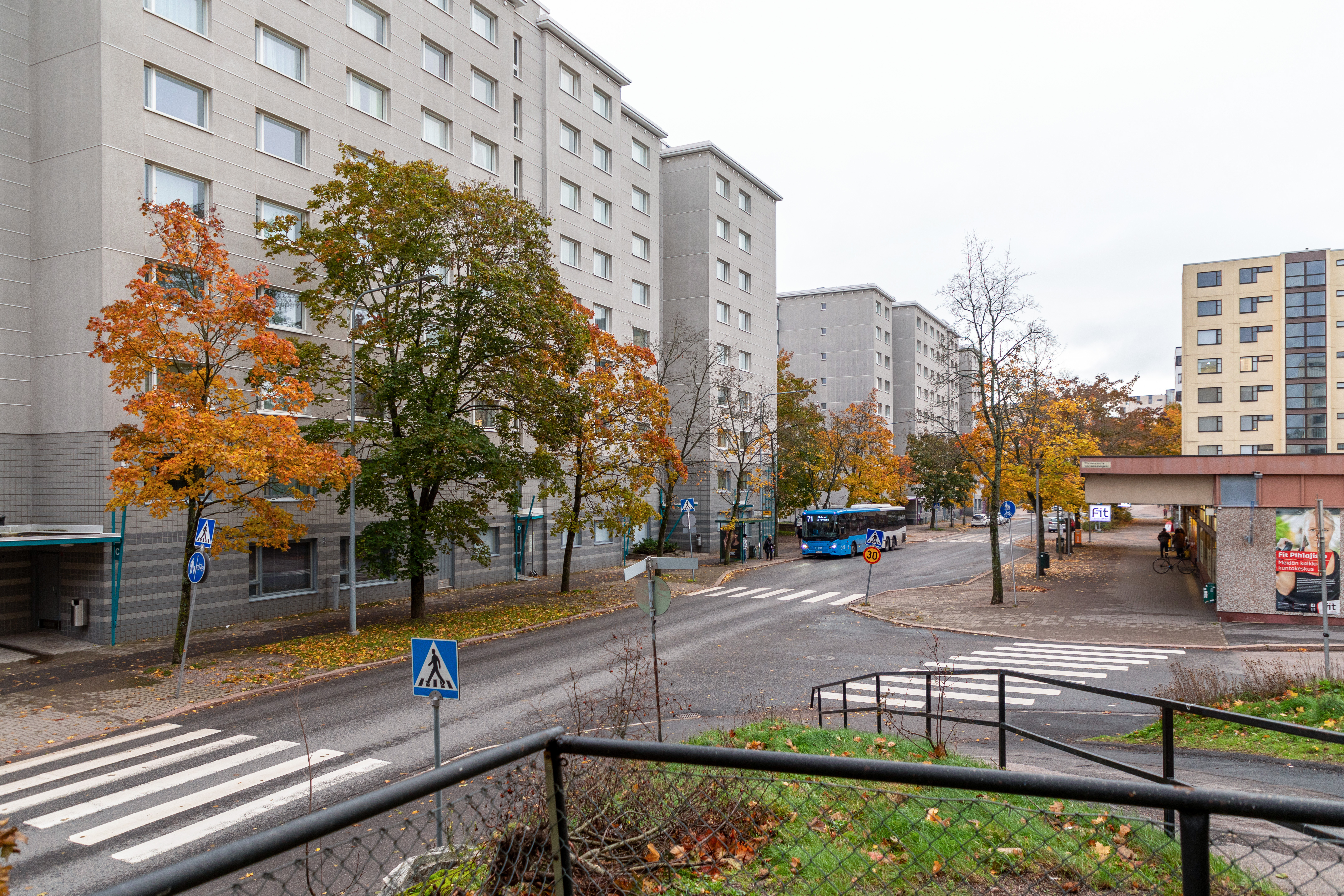
Rue Salpausseläntie.
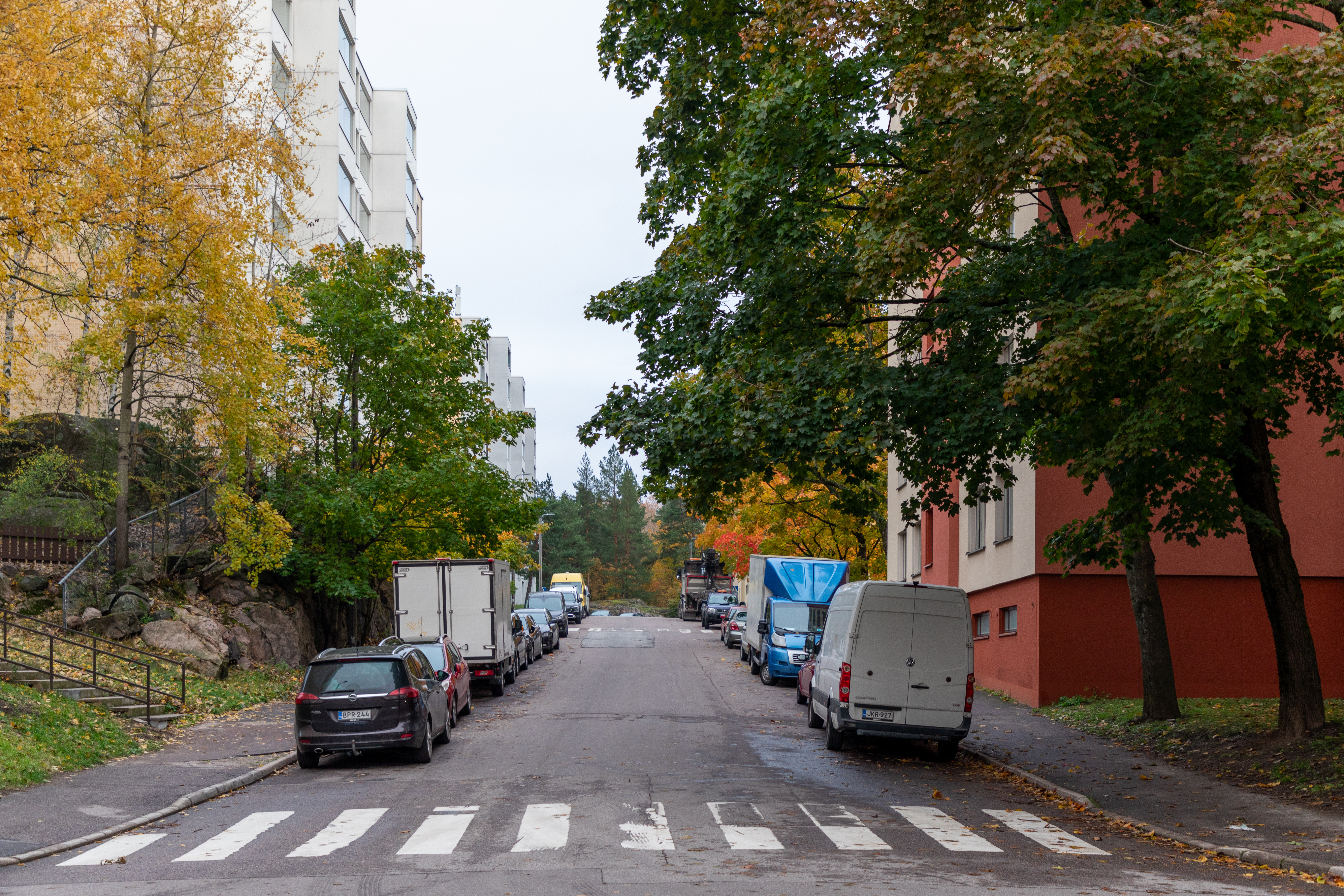
Rue Tiirismaantie.
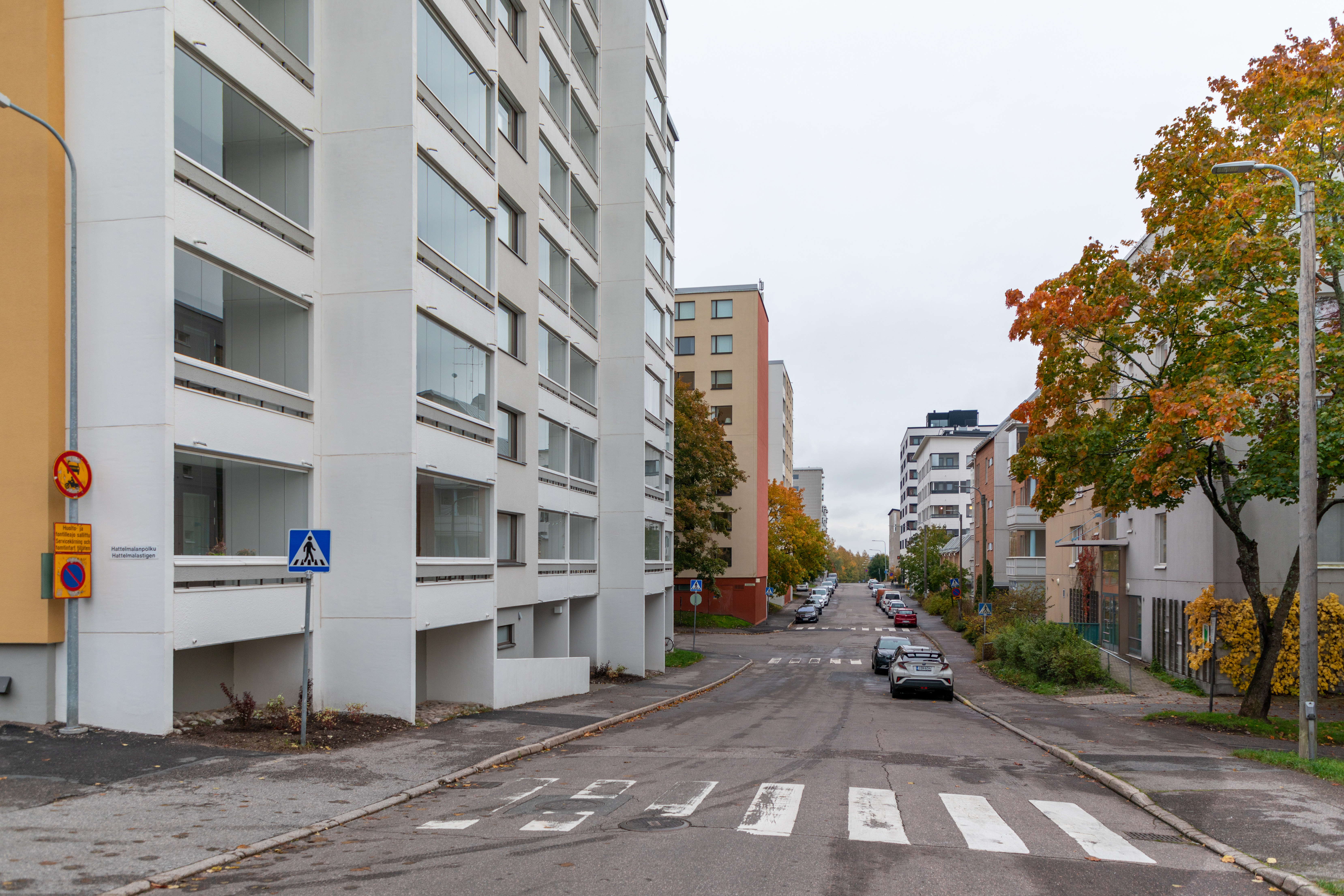
Rue Hattelmalantie.
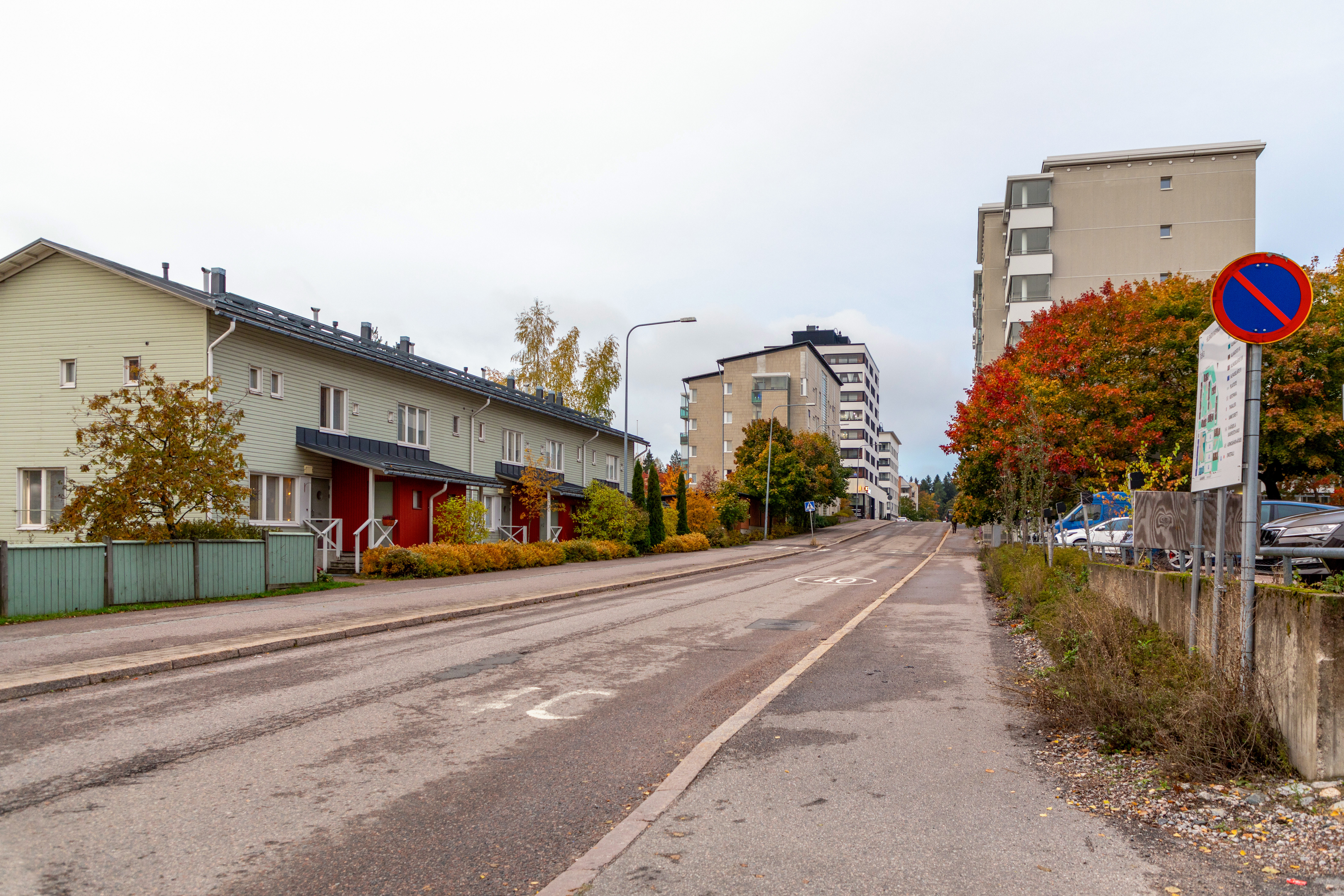
Rue Aulangontie.
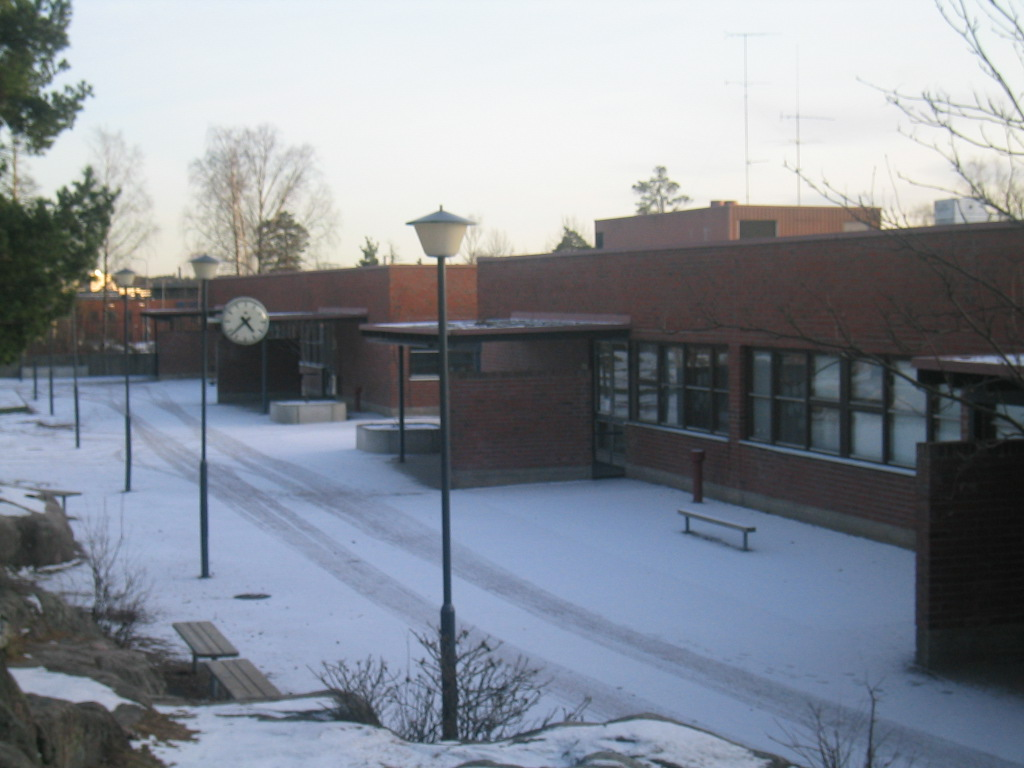
École de Pihlajisto.